# 王洪华
王洪华（1951年2月—2018年5月18日），女，汉族，江苏江阴人，中华人民共和国政治人物，曾任重庆市文化广播电视局局长、党委书记，重庆市人大常委会副主任、党组成员。